# قطعنامه ۲۳۳۴ شورای امنیت
قطعنامهٔ ۲۳۳۴ شورای امنیت سازمان ملل ۲۳ دسامبر ۲۰۱۶ تصویب شد. این قطعنامه خواستار پایان دادن به شهرک‌سازی‌های اسرائیل در سرزمین‌های اشغال‌شده طی جنگ شش‌روزهٔ ۱۹۶۷ شد. در این قطعنامه ادامهٔ شهرک‌سازی «تخطی وقیح از قوانین بین‌الملل» خوانده شد. تصویب قطعنامه با تشویق حضار در تالار مزدحم همراه بود. قطعنامهٔ ۲۳۳۴ اولین قطعنامهٔ شورای امنیت دربارهٔ اسرائیل و فلسطین از سال ۲۰۰۹، و اولین قطعنامه دربارهٔ شهرک‌سازی‌ها از زمان تصویب قطعنامهٔ ۴۶۵ در سال ۱۹۸۰ بود. بنا بر اظهار روزنامهٔ هاآرتص، تصویب این قطعنامه ممکن است در میان‌مدت تا بلندمدت، پیامدهای جدی برای اسرائیل و بالاخص کسب‌وکار شهرک‌سازی داشته باشد.

## تصویب
پیش‌نویس قطعنامه را در اصل مصر تهیه کرد. با وجود این، دونالد ترامپ، رئیس‌جمهور منتخب آمریکا، از عبدالفتاح السیسی، رئیس‌جمهور مصر، خواست که از این طرح عقب بنشیند و مصر به دلیل آنچه سفیرش در سازمان ملل «فشار شدید» خواند چنین کرد. اما مالزی، نیوزیلند، سنگال، و ونزوئلا در ۲۳ دسامبر پیش‌نویس را در نهایت ارائه و مطرح کردند. قطعنامه با ۱۴ رأی موافق به تصویب رسید؛ همهٔ اعضا به آن رأی موافق دادند بجز آمریکا که رأی ممتنع داد. سامانتا پاور، سفیر آمریکا در سازمان ملل، دربارهٔ رأی ممتنع دولت متبوعش گفت از یک طرف سازمان ملل اسرائیل را اغلب ناعادلانه مورد هدف قرار می‌دهد و مسائل مهمی است که قطعنامه به آن‌ها نپرداخته و آمریکا با کلمه به کلمهٔ متن قطعنامه موافق نیست. از طرف دیگر این قطعنامه وقایع موجود را منعکس می‌کند، بر این اجماع تأکید می‌کند که شهرک‌سازی غیرقانونی است و دست آخر اینکه این فعالیت‌ها «بسیار بدتر» شده‌اند چون حیات چارهٔ دو کشوری را به مخاطره انداخته‌اند.
رسانه‌ها و ناظران تصمیم آمریکا به رأی ممتنع را با سنت دیرپایش برای وتوی هر قطعنامه‌ای که راجع به شهرک‌سازی‌های اسرائیل باشد مقایسه کردند. در جریان جلسه‌های تصویب قطعنامه، دنی دانون، سفیر اسرائیل در سازمان ملل، اعضای شورای امنیت را به خاطر تصویب این قطعنامه تقبیح کرد و آن را با منع فرانسه از «ساخت‌وساز در پاریس» مقایسه کرد.

## واکنش‌ها
- ایران

بهرام قاسمی، سخنگوی وزارت امور خارجه تصریح کرد: جمهوری اسلامی ایران از هر گونه اقدامی که متضمن حمایت از تحقق خواست‌های برحق فلسطینیان و تقویت جایگاه بین‌المللی فلسطین و در جهت مخالفت با اشغال گری رژیم صهیونیستی و سیاست‌های توسعه طلبانه این رژیم باشد، استقبال می‌کند.